# Egon Coordes
Egon Coordes (ur. 13 lipca 1944 w Bremerhaven, zm. 17 czerwca 2025 w Memmingen) – niemiecki piłkarz występujący na pozycji obrońcy. Trener piłkarski.

## Kariera piłkarska
Coordes karierę rozpoczynał w zespole Leher Turnerschaft. Następnie grał w TuS Bremerhaven 93 (Regionalliga Nord), a w 1969 roku przeszedł do Werderu Brema z Bundesligi. W lidze tej zadebiutował 16 sierpnia 1969 roku w zremisowanym 1:1 pojedynku z VfB Stuttgart. 14 listopada 1970 roku w przegranym 1:2 spotkaniu z VfB Stuttgart strzelił pierwszego gola w Bundeslidze. Graczem Werderu był przez dwa lata.
W 1971 roku Coordes odszedł do innego pierwszoligowego zespołu, VfB Stuttgart. Pierwszy raz w jego barwach wystąpił 14 sierpnia 1971 roku w wygranym 3:0 meczu z Herthą BSC. W 1975 roku spadł z klubem do 2. Bundesligi Süd. W 1976 roku zakończył karierę.

## Kariera trenerska
Coordes karierę rozpoczął w 1977 roku w OSC Bremerhaven. Następnie był asystentem trenera Bayernu Monachium, a w 1986 roku został trenerem VfB Stuttgart. W Bundeslidze zadebiutował 8 sierpnia 1986 roku w przegranym 2:3 spotkaniu z SV Waldhof Mannheim. Stuttgart prowadził przez cały sezon 1986/1987.
Potem Coordes ponownie został asystentem w Bayernie Monachium. W 1992 roku, od marca do września prowadził pierwszoligowy Hamburger SV. Następnie trenował Al-Ahli Dubaj, Austrię Wiedeń, Hannover 96, FC Luzern, reprezentację Iranu U-23, Al-Khaleej oraz FC Gatt.